# پیروزی‌های هوایی عراق در طول جنگ ایران و عراق
در فهرست زیر خلبانان عراقی آمده است که در هشت سال جنگ ایران و عراق، مقابل هواگردهای ایرانی به پیروزی دست یافته‌اند و در مابقی رویا رویی‌ها ایرانیان به پیروزی رسیدند. 
جدول زیر مجموعاً شامل پیروزی‌های تأیید شده توسط منابع غربی و پیروزی‌های احتمالی می‌باشد. پیروزی‌های تأیید شده در ستون نوع هواگردهای شکار شده با فونت پررنگ نوشته شده و پیروزی‌های احتمالی با فونت کم رنگ و اریب نوشته شده‌اند.
| نوع              | ----خلبان----                  | ----سلاح---- | تاریخ                       | توضیحات                                                                                    |                              |                               | |  |
| محمد ریان        | میگ-۲۱ام اف میگ-۲۱ام اف میگ-۲۵ | ۵            | اف-۵ اف-۴دی اف-۴ئی آراف-۴ئی | ؟ حسین خلعتبری (کشته شد)/عیسی محمدزاده عروس محله (اجکت کرد) ؟ ذوالفقاری/نوروزی (کشته شدند) | آر-۱۳ آر-۴۰                  | ۵۹/۸/۱ ۶۴/۱/۱ ۶۴/۳/۱۵ ۶۴/۳/۲۰ | در سال ۱۹۸۶ در یک نبرد هوایی توسط یک گرومن اف-۱۴ تام‌کت ایرانی کشته شد.                                              |  |
| رازاک            | میگ-۲۱ام اف                    | ۴            | اف-۵                        | حسن افشین آذر (کشته شد) علی جهانشاهلو (کشته شد) ؟(کشته شد)                                 | آر-۱۳ام                      | ۵۹/۷/۱ ۵۹/۷/۲۸                | |  |
| احمد صباح        | میگ-۲۳ام‌ال ای                  | ۳            | اف-۵                        | غلامحسین عروجی (؟) مسیح الله دین محمدی(؟) ؟                                                | موشک؟                        | ۵۹/۷/۱ ۵۹/۷/۴                 | |  |
| احمد سالم        | میگ-۲۱ام اف میراژ اف۱          | ۳            | سوپرکبرا اف-۴ئی             | ؟ ؟(اجکت کرد، سرنوشت نامعلوم)                                                              | ۲۳میلیمتری ماترا ار۵۵۰ ماژیک | ؟ /۶۱/۷ ۶۶/۱/۷                | |  |
| عمر گوبین        | میگ-۲۱ام اف میگ-۲۳ام اف        | ۳            | اف-۵ فوکر اف-۲۷             | ؟ ابوالحسنی (کشته شد) ؟(هواپیما آسیب دید) عبدالباقی درویش                                  | آر-۱۳ آر-۱۳ام آر-۲۳          | ۵۹/۷/۲۰ ۵۹/۹/۵ ؟ /۶۱/۱۰       | عمر گوبین در تاریخ یکم اسفند ۶۴ یک فروند فوکر اف-۲۷-۶۰۰ ایرانی را نیز سرنگون نمود. همهٔ ٥١ کرو و مسافر آن کشته شدند. |  |
| ادوان حسن یاسین  | میل می-۲۵                      | ۳            | هلیکوپتر                    | ؟                                                                                          | ؟                            | ؟                             | |  |
| حسن              | میگ-۲۱ام اف                    | ۲            | اف-۴ئی                      | ?(هواپیما آسیب دید) ؟                                                                      | آر-۱۳ام                      | ۵۹/۷/۱                        | |  |
| عوده             | میگ-۲۱ام اف میگ-۲۱بیس          | ۲            | شنوک                        | ؟(نجات پیدا کردند) ؟                                                                       | ۲۳میلیمتری                   | ۶۳/۱۲/۷ ۶۳/۱۲/۸               | |  |
| منصور            | میگ-۲۱                         | ۱            | اف-۱۴                       | ؟                                                                                          | ؟                            | ؟ /؟ /۵۹                      | |  |
| علی صباح         | میراژ اف۱                      | ۱            | اف-۱۴                       | غلامرضا نظام آبادی (اجکت کرد)                                                              | ماترا ار۵۳۰                  | ۶۷/۴/۲۸                       | |  |
| ریاض یوسف        | سوخو-۲۰                        | ۱            | اف-۴ئی                      | دین محمدی/نوربهادری                                                                        | ۳۰ میلیمتری                  | ۵۹/۷/۲۸                       | |  |
| ناصر ارکان عبادی | میگ-۲۱ام اف                    | ۱            | اف-۴دی                      | بیژن حاجی (کشته شد)/قدرت کیانجو (کشته شد)                                                  | ۲۳ میلیمتری                  | ۵۹/۷/۱۶                       | |  |
| طارق الدینمعروف  | میگ-۲۱ام اف                    | ۱            | اف-۵                        | امیراسدی(؟)                                                                                | ۲۳میلیمتری                   | ۵۹/۷/۸                        | |  |
| صادق             | میگ-۲۱ام اف                    | ۱            | اف-۴ئی                      | اسکندر (نجات پیدا کرد)/کابین عقب (کشته شد)                                                 | آر-۱۳ام                      | ۵۹/۶/۱۷                       | |  |
| ذکی              | میگ-۲۱بیس                      | ۱            | اف-۴ئی                      | ؟                                                                                          | ماترا ار۵۵۰ ماژیک            | ؟ /۵۹/۹                       | |  |
| نوفل             | میگ-۲۱بیس                      | ۱            | اف-۵                        | ابوالحسنی (کشته شد)                                                                        | آر-۶۰                        | ۵۹/۹/۵                        | |  |
| موخالد           | میراژ اف۱                      | ۱            | اف-۴ئی                      | ؟(هواگرد آسیب دید)                                                                         | ماترا ار۵۵۰ ماژیک            | ۶۰/۹/۱۳                       | |  |
| فایق             | میگ-۲۳ام اس                    | ۱            | سوپرکبرا                    | ؟                                                                                          | ۲۳میلیمتری                   | ؟ /۵۹/۷                       | |  |